# سارپی
سارپی (به لاتین: Sarpi) (به گرجی: სარფი) (به روسی: Сарп) (به ترکی استانبولی: Sarp) یک منطقهٔ مسکونی در گرجستان است که در آجارستان واقع شده‌است. سارپی ۸۲۶ نفر جمعیت دارد. این شهرک در کرانه دریای سیاه و در مرز گرجستان و ترکیه جای دارد. مردم آن از لازها هستند.

## جغرافیا
سارپی اصلی‌ترین گذرگاه مرزی زمینی میان دو کشور گرجستان و ترکیه و یک گذرگاه مهم برای انجام سفرهای کاری، به ویژه برای شرکت‌های ترکیه‌ای است که در باتومی فعالیت تجاری دارند. سارپی در حدود ۱۲ کیلومتری جنوب باتومی و حدود ۲۰ کیلومتری شمال شرقی هوپا در ترکیه واقع شده است.

## نگارخانه

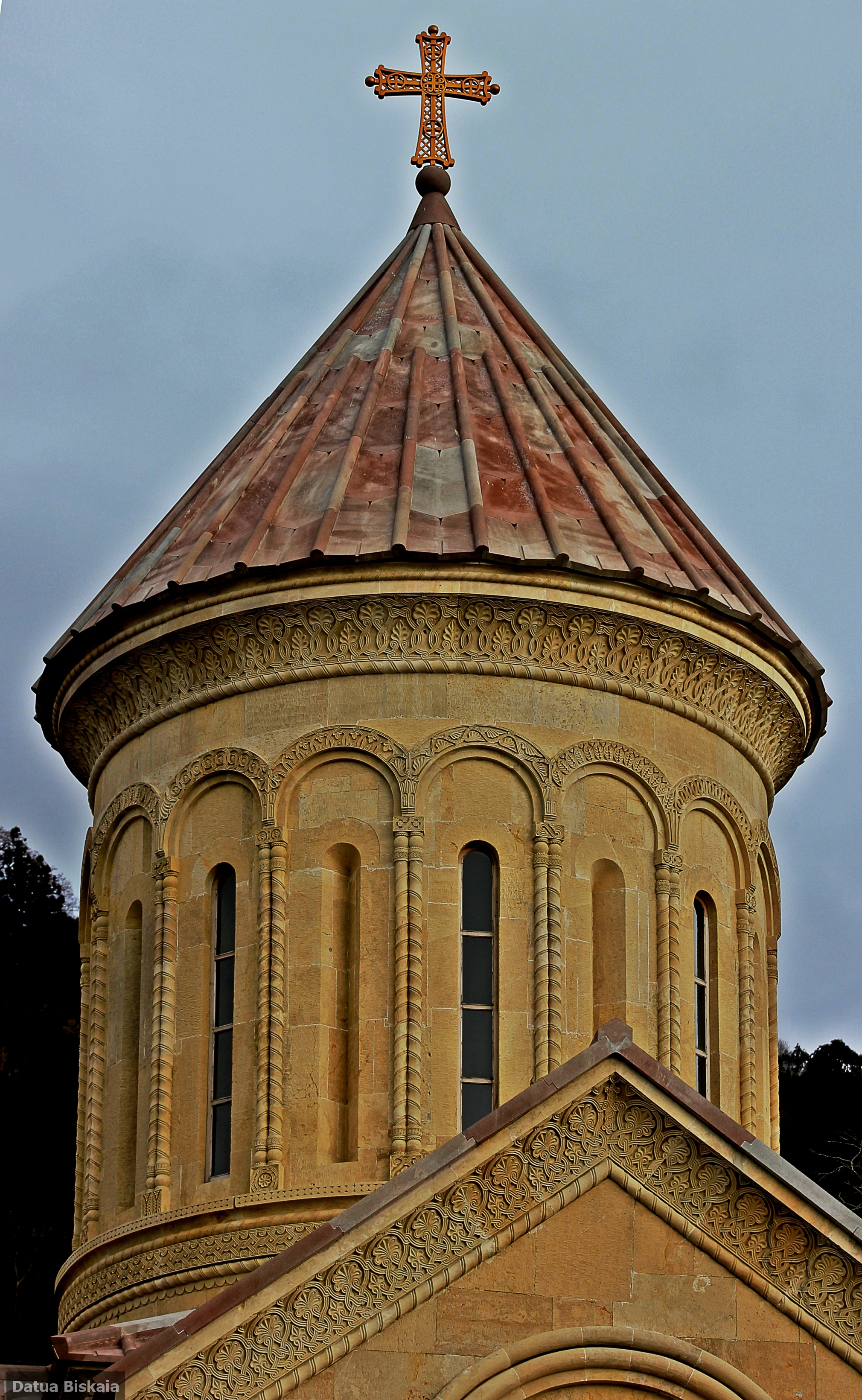
کلیسای ارتدکس گرجی در سارپی